# Richmond Aririguzoh
Richmond Ngozi Aririguzoh (Ewing, 9 september 1998) is een Amerikaans-Nigeriaans basketballer.

## Carrière
Aririguzoh speelde collegebasketbal voor de Princeton Tigers van 2016 tot 2020. In 2020 werd hij niet gekozen in de NBA darft en tekende hij een contract bij de Horsens IC in de Deense competitie waar hij een seizoen speelde. In 2021 tekende hij een contract bij Crailsheim Merlins in de Duitse eerste klasse. Voor het seizoen 2022/23 tekende hij een contract bij Kangoeroes Mechelen waar hij uitkwam in de BNXT League.
Hij tekende in de zomer van 2023 voor SC Rasta Vechta in de Duitse competitie.